# Biblioteca del Condado de San Luis
La Biblioteca del Condado de San Luis (idioma inglés: St. Louis County Library, SLCL) es el sistema de bibliotecas del Condado de San Luis, Misuri, Estados Unidos. Tiene su sede en Ladue, Misuri. Tiene las bibliotecas móviles (idioma inglés: "bookmobiles").

## Bibliotecas
- Daniel Boone Branch and Asian Center (Ellisville)[3][4][5]
- Bridgeton Trails Branch (Bridgeton)[6][7]
- Cliff Cave Branch (Área no incorporada, Oakville CDP)[8][9]
- Eureka Hills Branch (Eureka)[10][11]
- Florissant Valley Branch (Florissant)[12][13]
- Grand Glaize Branch (Manchester)[14][15][16]
- Headquarters (Ladue)[17][18]
- Indian Trails Branch (Vinita Park)[19][20]
- Jamestown Bluffs Branch (Área no incorporada)[13][21]
- Lewis and Clark Branch (Moline Acres)[22][23]
- Meramec Valley Branch (Fenton)[24][25]
- Mid-County Branch (Clayton)[26][27]
- Natural Bridge Branch (Normandy)[28][29]
- Oak Bend Branch (Oakland)[30][31]
- Prairie Commons Branch (Hazelwood)[32][33]
- Rock Road Branch (St. Ann)[34][35]
- Samuel C. Sachs Branch (Chesterfield)[36][37]
- Tesson Ferry Branch (Green Park)[38][39]
- Thornhill Branch (Área no incorporada)[40][41]
- Weber Road Branch (Área no incorporada)[42][43]